# Doyle Against the House
Doyle Against the House ist die erstmals 1961 ausgestrahlte fünfte Episode der US-amerikanischen Anthologie-Serie Heute Abend Dick Powell.

## Handlung
Der Gastgeber Dick Powell lobt den Hauptdarsteller Milton Berle, der nicht nur ein Komiker sei, sondern auch Songtexter und Buchautor. Hier erscheine er in einer dramatischen Rolle.
Eddie Doyle arbeitet als Croupier für Black Jack in einem Casino, das von Paul Sanger geleitet wird. Sanger will keine Angestellten mit Problemen, er meint, dafür führe er das Geschäft nicht. Er reagiert auch sehr hart auf Versuche seiner Mitarbeiter, ihn zu betrügen. Einige Jahre zuvor hat er dem damals bekannten Croupier Big Arnie nach einem solchen Versuch beide Hände langsam und mehrfach gebrochen. Arnie arbeitet weiterhin im Casino, nun aber als niederer Hilfsarbeiter. Eddie hat aber ein Problem, wie er seiner Freundin Chris, die als Bedienung in dem Casino arbeitet, erzählt. Seine sieben Jahre alte Tochter Sandy kann kaum und nur mit Stützschienen laufen. Das kann operativ vollständig geheilt werden, kostet aber 5000 Dollar. Eddie hat das Geld aber nicht und kann es in seinem Beruf auch nicht mehr verdienen, auch nicht in einem anderen Casino. Chris will helfen. Dabei geraten die beiden in Streit. Kaum ist Eddie fort, drängt Sanger Chris, mit ihm auszugehen.
Nach einigem Zögern beschließt Eddie, das Casino zu betrügen, eine einzige Nacht würde genügen. Dazu spricht er seinen Freund Victor an, einen ehemaligen Croupier, dessen Hände aus Altersgründen nicht mehr gut genug für den Beruf sind. Auch Victor zögert und zieht schließlich selber einen Fachmann hinzu. Als der erfährt, dass Lew Purcell die Croupiers beaufsichtigt, hält er Eddies Fähigkeiten zwar für ausreichend, schlägt aber dringend vor, dass noch eine dritte Person einbezogen werden soll, um Purcell abzulenken. Eddie denkt sofort an Chris, sucht diese sofort auf und spricht sie darauf an. Die lehnt aber sehr entschieden ab, weil sie weiß, dass sich Sanger in der Wohnung versteckt und mithört. Der plant, an Eddy ein weiteres Exempel zu statuieren und befiehlt Chris sehr nachdrücklich, Eddie nicht zu warnen. Außerdem soll sie am Abend nicht ins Casino kommen.
Eddie trifft beim Betreten des Casinos auf den stark eingeschränkten Arnie, zögert aber nur kurz. Als Victor zum verabredeten Zeitpunkt eintrifft, funktioniert zunächst alles nach Plan. Während Eddie in der Pause ist, kommt Chris ins Casino, da sie ihn am Telefon nicht erreichen konnte. Stattdessen warnt sie Victor, der Eddie nach der Pause informiert. Gleichzeitig kommt auch Purcell an den Tisch, schließt ihn und lässt sich ein Spiel nur mit Victor und Eddie zeigen. Danach schickt er Eddie zu Sanger, gibt Victor Jetons im Wert der für die Operation benötigten Höhe und empfiehlt ihm dringend, diese einzulösen und zu gehen. Victor tut das und schafft es knapp, das Geld am verabredeten Ort zu verstecken, bevor er von Sangers Schlägern ergriffen wird. Eddie erfährt von Purcell, dass der nichts entdecken konnte, dass Sanger aber bereits von dem Betrug wusste. Kurz darauf schafft Eddie es mit der Hilfe von Arnie, die Schläger zu überwältigen und mit dem Geld zu fliehen. Arnie wird erwischt und getötet. Sanger schickt Chris zu Eddie: Er will, dass der sich stellt und mit dem Geld zurückkommt. Sonst werde Victor das sehr bereuen. Eddie hat das Geld bereits in einem Briefumschlag gesteckt, den er den Ärzten schicken will, als Chris eintrifft. Sie erklärt ihm, wie Sanger von der Sache erfahren hat und fleht ihn an, sich zu stellen, um Victor zu retten. Eddie schickt das Geld ab und kehrt dann zu Sanger zurück. Dem macht er klar, dass das Geld weg ist. Victor kann gehen, Eddies Hände und alle Finger werden nun mit der Hilfe eines Aschenbechers zerstört, bis Sanger zufrieden ist. Beim Verlassen des Hauses wird er mit seinen Schlägern von der wartenden Polizei wegen des Mordes an Arnie verhaftet. Gestützt von Chris und Victor verlässt Eddie das Casino.

## Hintergrund
Milton Berle hatte schon lange nach einer solchen Rolle gesucht, da er hervorragend mit Spielkarten umgehen konnte. Dick Powell, der das nicht gewusst hatte, hatte einen Spezialisten dafür eingestellt, der aber nicht gebraucht wurde. Berle erzählte später ungefragt in einem Interview, dass es seine Hände waren, die bei den Kartentricks gezeigt wurden.
Doyle Against the House wurde am 24. Oktober 1961 als fünfte Folge von Heute Abend Dick Powell bei NBC erstausgestrahlt. Über eine Ausstrahlung im deutschsprachigen Raum ist nichts bekannt.
Kurz nach der Erstausstrahlung wurde über ein Sequel gesprochen, das den Titel That Doyle Man haben sollte. Berle hatte bereits dafür unterschrieben. Eine solche Folge wurde nicht produziert.

## Rezeption
In der Variety wurde Milton Berle für seine dramatische Rolle gelobt. Er habe der Figur Überzeugung und Verständnis gegeben und alle Nuancen eingefangen. Auch die Regie von Ralph Nelson und das ausgefeilte, klassische Drehbuch von Richard Alan Simmons wurden positiv beurteilt. Allerdings sei die Folge durch die exzessive Gewalt beschädigt. Die Szene, in der Berles Finger zerstört werden, sei auf der sadistischen Seite des Fernsehens. Vincent Canby bezeichnete Doyle Against the House knapp fünf Jahre später als sentimentales melodramatisches Fernsehspiel. Die Folge ist das älteste der drei von ihm angegebenen Beispiele, die zeigen, dass Berle als Schauspieler ernst genommen werden müsse, er sei nicht mehr der Onkel Miltie von früher.
Nach der Erstausstrahlung bekam NBC mehrere, aber weniger als 100, Briefe und Anrufe, die sich über Doyle Against the House beschwerten. Kritisiert wurden die in der Folge gezeigte Gewalt und, wie die Notwendigkeit zu Betrügen dargestellt werde.
Berle selbst nannte die Folge in einem Interview in der Antwort auf die Frage, auf welchen seiner dramatischen Auftritte im Fernsehen er besonders stolz sei.

### Nominierungen
Milton Berle war bei der Primetime-Emmy-Verleihung 1962 in der Kategorie Bester Einzeldarsteller für einen Emmy nominiert. Dabei waren drei der fünf Nominierten aus der Serie Heute Abend Dick Powell. Der Emmy ging an Peter Falk für die Folge Eine Ladung Tomaten. Regisseur Ralph Nelson erhielt 1962 mit Doyle Against the House eine Nominierung für den Directors Guild of America Award, unterlag aber gegen Ernie Kovacs und Joseph Behar.
Dick Powell ließ die Folge Doyle Against the House 1961 auch in Kinos zeigen, damit sie für einen Oscar nominiert werden konnte. Es war das erste Mal, dass dies für einen Film aus dem Fernsehen versucht wurde. Es kam allerdings zu keiner Nominierung.